# Kem dưỡng ẩm

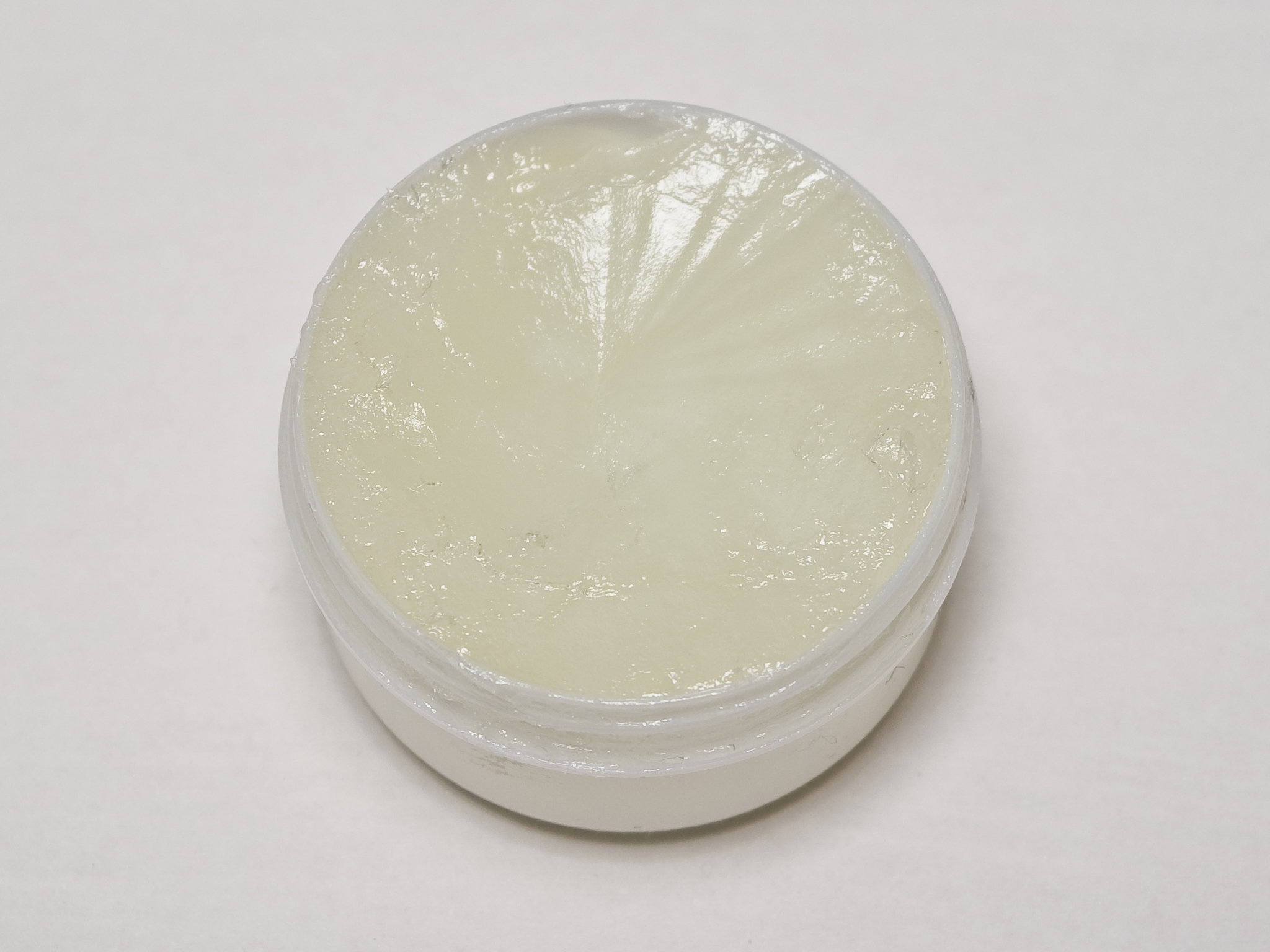
Kem dưỡng ẩm

Kem dưỡng ẩm hay kem làm mềm da là hỗn hợp phức tạp các tác nhân hóa học được điều chế đặc biệt để khiến lớp da ngoài (biểu bì) mịn hơn và mềm dẻo hơn. Chúng tăng độ ẩm làn da (lượng nước) bằng cách giảm bốc hơi. Chất béo và sterol da tự nhiên, cũng như dầu nhân tạo hoặc tự nhiên, chất làm ướt, chất làm mềm da, dầu bôi trơn công nghiệp,... có thể là một phần của thành phần dưỡng ẩm da thương mại. Chúng thường có sẵn như sản phẩm thương mại cho mục đích sử dụng mỹ phẩm hay điều trị, nhưng cũng có thể điều chế tại nhà thông qua những thành phần dược phẩm phổ biến.